# Dreieck Nonnweiler
Dreieck Nonnweiler is een knooppunt in de Duitse deelstaat Saarland.
Op dit onvolledig knooppunt in de gemeente Nonnweiler sluit de A62 vanaf de aansluiting Pirmasens aan op de A1 Heiligenhafen-Saarbrücken.

## Geografie
Het knooppunt ligt in de gemeente Nonnweiler ten zuiden van de wijk Otzenhausen ten noorden van de wijk Mariahütte. De hoofdplaats Nonnweiler ligt ten noordwesten van het knooppunt.
Het knooppunt ligt ongeveer 30 km ten zuidoosten van Trier en ongeveer 40 km ten noorden van Saarbrücken.

## Naamgeving
Het knooppunt ligt in de gemeente Nonnweiler, waarnaar het is vernoemd.

## Configuratie
Knooppunt
Het Dreieck Nonnweiler is vormgegeven als een onvolledig knooppunt splitsing. De A1 verloopt via een TOTSO in het loopt de A1 naadloos over in de A62. Nabij het knooppunt maakt zowel op de A1 als op de A62 de afrit Otzenhausen het knooppunt volledig.
Rijstrook
Nabij het knooppunt hebben beide snelwegen 2x2 rijstroken.

## Verkeersintensiteiten
Dagelijks passeren ongeveer 65.000 voertuigen het knooppunt.
| Van                          | Naar                             | Gemiddeld aantal voertuigen per dag | Percentage vrachtverkeer |
| ---------------------------- | -------------------------------- | ----------------------------------- | ------------------------ |
| AS Nonnweiler-Bierfeld (A 1) | AD Nonnweiler                    | 24.800                              | 14,8 %                   |
| AD Nonnweiler                | AS Nonnweiler-Braunshausen (A 1) | 16.900                              | 13,5 %                   |
| AD Nonnweiler                | AS Nohfelden-Türkismühle (A 62)  | 28.100                              | 13,6 %                   |

## Richtingen knooppunt
| Aansluitende wegen                | Aansluitende wegen                               | Aansluitende wegen                              | Aansluitende wegen | Aansluitende wegen |
| --------------------------------- | ------------------------------------------------ | ----------------------------------------------- | ------------------ | ------------------ |
|                                   |                                                  | L147 richting Nonnweiler-Otzenhausen            |                    |                    |
|                                   |                                                  |                                                 |                    |                    |
| richting Trier / Koblenz / Keulen | richting Pirmasens A6 Kaiserslautern / Karlsruhe |                                                 |                    |                    |
|                                   |                                                  |                                                 |                    |                    |
|                                   |                                                  | richting Saarbrücken A8 Neunkirchen / Saarlouis |                    |                    |